# Xi Enting
Pour les articles homonymes, voir Xi.
Dans ce nom chinois, le nom de famille, Xi, précède le nom personnel Enting.
Xi Enting ( 郗 恩庭 ), orthographié parfois Hsi En-Ting, né le 3 mars 1946 à Tangshan et mort le 27 octobre 2019, est un pongiste chinois, champion du monde en simple en 1973. 
Il est également champion du monde par équipes en 1971.